# Dango Ouattara
Dango Aboubacar Faissal Ouattara (sinh ngày 11 tháng 2 năm 2002) là cầu thủ bóng đá chuyên nghiệp người Burkina Faso hiện đang thi đấu ở vị trí tiền vệ hoặc hậu vệ cánh tấn công cho câu lạc bộ bóng đá AFC Bournemouth tại Premier League và Đội tuyển bóng đá quốc gia Burkina Faso.

## Sự nghiệp câu lạc bộ

### Majestic FC
Ouattara bắt đầu sự nghiệp của mình tại học viện của câu lạc bộ Burkina Faso Majestic trước khi ra mắt đội một của câu lạc bộ trong Giải bóng đá Ngoại hạng Burkina Faso 2019–20. Trong thời gian đó, anh đã ghi được 5 bàn thắng sau 11 lần ra sân ở giải đấu.

### Lorient
Năm 2020, Ouattara gia nhập đội dự bị của Lorient. Anh đã ký hợp đồng chuyên nghiệp đầu tiên với câu lạc bộ vào ngày 20 tháng 5 năm 2021. Anh chơi trận ra mắt chuyên nghiệp cho đội một của Lorient trong trận hòa 1–1 với Saint-Étienne tại Ligue 1 vào ngày 8 tháng 8 năm 2021.

### AFC Bournemouth
Vào ngày 19 tháng 1 năm 2023, Ouattara gia nhập câu lạc bộ AFC Bournemouth tại Premier League với hợp đồng có thời hạn đến năm 2028 với mức giá là 20 triệu bảng Anh. Anh đã ghi bàn thắng đầu tiên cho Cherries vào ngày 15 tháng 4 khi ghi bàn thắng quyết định ở phút thứ 95 trong chiến thắng 3–2 trên sân khách trước Tottenham Hotspur.
Vào ngày 25 tháng 1 năm 2025, Ouattara ghi hat-trick đầu tiên trong sự nghiệp để giúp Bournemouth giành chiến thắng 5–0 trước Nottingham Forest tại Premier League. Anh trở thành cầu thủ Burkina Faso đầu tiên lập một cú hat-trick.

## Sự nghiệp quốc tế
Ouattara chơi trận ra mắt cho đội tuyển quốc gia Burkina Faso trong trận giao hữu 0–0 với Mauritania vào ngày 30 tháng 12 năm 2021 khi được thay người vào sân ở phút thứ 62 cho Djibril Ouattara. Anh ghi bàn thắng đầu tiên cho đội tuyển Burkina Faso trong chiến thắng ở tứ kết Cúp bóng đá châu Phi 2021 trước Tunisia.

## Thống kê sự nghiệp

### Câu lạc bộ
Tính đến 25 tháng 1 năm 2025
| Câu lạc bộ          | Mùa giải            | Giải vô địch             | Giải vô địch | Giải vô địch | Cúp quốc gia | Cúp quốc gia | Cúp Liên đoàn | Cúp Liên đoàn | Tổng cộng | Tổng cộng |
| Câu lạc bộ          | Mùa giải            | Hạng đấu                 | Trận         | Bàn          | Trận         | Bàn          | Trận          | Bàn           | Trận      | Bàn       |
| ------------------- | ------------------- | ------------------------ | ------------ | ------------ | ------------ | ------------ | ------------- | ------------- | --------- | --------- |
| Majestic FC         | 2019–20             | Burkinabé Premier League | 11           | 5            | —            | —            | —             | —             | 11        | 5         |
| Lorient B           | 2020–21             | Championnat National 2   | 2            | 0            | —            | —            | —             | —             | 2         | 0         |
| Lorient B           | 2021–22             | Championnat National 2   | 3            | 1            | —            | —            | —             | —             | 3         | 1         |
| Lorient B           | Tổng cộng           | Tổng cộng                | 5            | 1            | —            | —            | —             | —             | 5         | 1         |
| Lorient             | 2021–22             | Ligue 1                  | 25           | 1            | 1            | 0            | —             | —             | 26        | 1         |
| Lorient             | 2022–23             | Ligue 1                  | 18           | 6            | 0            | 0            | —             | —             | 18        | 6         |
| Lorient             | Tổng cộng           | Tổng cộng                | 43           | 7            | 1            | 0            | —             | —             | 44        | 7         |
| AFC Bournemouth     | 2022–23             | Premier League           | 19           | 1            | —            | —            | —             | —             | 19        | 1         |
| AFC Bournemouth     | 2023–24             | Premier League           | 30           | 1            | 1            | 0            | 1             | 0             | 32        | 1         |
| AFC Bournemouth     | 2024–25             | Premier League           | 20           | 6            | 1            | 2            | 1             | 0             | 24        | 8         |
| AFC Bournemouth     | Tổng cộng           | Tổng cộng                | 69           | 8            | 2            | 2            | 2             | 0             | 73        | 10        |
| Tổng cộng sự nghiệp | Tổng cộng sự nghiệp | Tổng cộng sự nghiệp      | 126          | 21           | 3            | 2            | 2             | 0             | 131       | 23        |

1. ↑  Bao gồm Coupe de France và FA Cup
2. ↑  Bao gồm EFL Cup

### Quốc tế
Tính đến 13 tháng 10 năm 2024
| Đội tuyển quốc gia | Năm       | Trận | Bàn |
| ------------------ | --------- | ---- | --- |
| Burkina Faso       | 2021      | 1    | 0   |
| Burkina Faso       | 2022      | 11   | 5   |
| Burkina Faso       | 2023      | 7    | 2   |
| Burkina Faso       | 2024      | 9    | 3   |
| Tổng cộng          | Tổng cộng | 28   | 10  |

Tỷ số và kết quả liệt kê bàn thắng của Burkina Faso được để trước, cột tỷ số cho biết tỷ số sau mỗi bàn thắng của Ouattara.
| #  | Ngày                 | Địa điểm                                             | Đối thủ      | Bàn thắng | Kết quả | Giải đấu                            |
| -- | -------------------- | ---------------------------------------------------- | ------------ | --------- | ------- | ----------------------------------- |
| 1  | 29 tháng 1 năm 2022  | Sân vận động Roumdé Adjia, Garoua, Cameroon          | Tunisia      | 1–0       | 1–0     | Cúp bóng đá châu Phi 2021           |
| 2  | 3 tháng 6 năm 2022   | Sân vận động Marrakech, Marrakech, Maroc             | Cabo Verde   | 2–0       | 2–0     | Vòng loại Cúp bóng đá châu Phi 2023 |
| 3  | 7 tháng 6 năm 2022   | Sân vận động FNB, Johannesburg, Cộng hòa Nam Phi     | Eswatini     | 1–1       | 3–1     | Vòng loại Cúp bóng đá châu Phi 2023 |
| 4  | 7 tháng 6 năm 2022   | Sân vận động FNB, Johannesburg, Cộng hòa Nam Phi     | Eswatini     | 2–1       | 3–1     | Vòng loại Cúp bóng đá châu Phi 2023 |
| 5  | 19 tháng 11 năm 2022 | Sân vận động Marrakech, Marrakech, Maroc             | Bờ Biển Ngà  | 1–0       | 2–1     | Giao hữu                            |
| 6  | 28 tháng 3 năm 2023  | Sân vận động Kégué, Lomé, Togo                       | Togo         | 1–0       | 1–0     | Vòng loại Cúp bóng đá châu Phi 2023 |
| 7  | 21 tháng 11 năm 2023 | Sân vận động Ben M'Hamed El Abdi, El Jadida, Maroc   | Ethiopia     | 3–0       | 3–0     | Vòng loại FIFA World Cup 2026       |
| 8  | 10 tháng 6 năm 2024  | Sân vận động 26 tháng 3, Bamako, Mali                | Sierra Leone | 1–0       | 2–2     | Vòng loại FIFA World Cup 2026       |
| 9  | 10 tháng 10 năm 2024 | Sân vận động Alassane Ouattara, Abidjan, Bờ Biển Ngà | Burundi      | 1–1       | 4–1     | Vòng loại FIFA World Cup 2026       |
| 10 | 10 tháng 10 năm 2024 | Sân vận động Alassane Ouattara, Abidjan, Bờ Biển Ngà | Burundi      | 3–1       | 4–1     | Vòng loại FIFA World Cup 2026       |